# ذ لقماميص (الحد)

تعديل مصدري - تعديل

ذ لقماميص هي إحدى قرى عزلة الحد بمديرية الحد التابعة لمحافظة لحج، بلغ تعداد سكانها 139 نسمة حسب تعداد اليمن لعام 2004.